# Herb gminy Szczecinek
Herb gminy Szczecinek – jeden z symboli gminy Szczecinek.

## Wygląd i symbolika
Herb przedstawia na tarczy w polu białym czerwonego gryfa kroczącego w prawo, ukazanego z profilu ze skrzydłami lekko uniesionymi, łapami w rozkroku i podwiniętym ogonem. W kończynach górnych gryfa znajduje się zaokrąglona od dołu tarcza herbowa, podzielona w lewo skośnie na trzy podłużne, barwne pasy: od dołu niebieski, żółty i zielony. Dziób gryfa, część kończyn górnych i pazury łap są w kolorze żółtym.